# Mustaches and Bombs
Mustaches and Bombs è un cortometraggio muto del 1915 diretto da Hal Roach.

## Produzione
Il film, prodotto dalla Essanay Film Manufacturing Company, fu girato in California, a Los Angeles.

## Distribuzione
Distribuito dalla General Film Company, il film - un cortometraggio di una bobina - uscì nelle sale cinematografiche USA il 16 settembre 1915.